# Sollé-Foulbé
Ne doit pas être confondu avec Sollé-Mossi.
Sollé-Foulbé est une localité du Burkina Faso située dans le département de Sollé, la province du Loroum et la région du Nord, à proximité de la frontière avec le Mali.

## Population
Lors du recensement de 2006, on y a dénombré 1 427 habitants. Comme son nom l'indique, ce sont des Peuls.

## Éducation
En 2016-2017, la localité possède une école primaire publique.